# Königlich Schwedische Akademie der Ingenieurwissenschaften

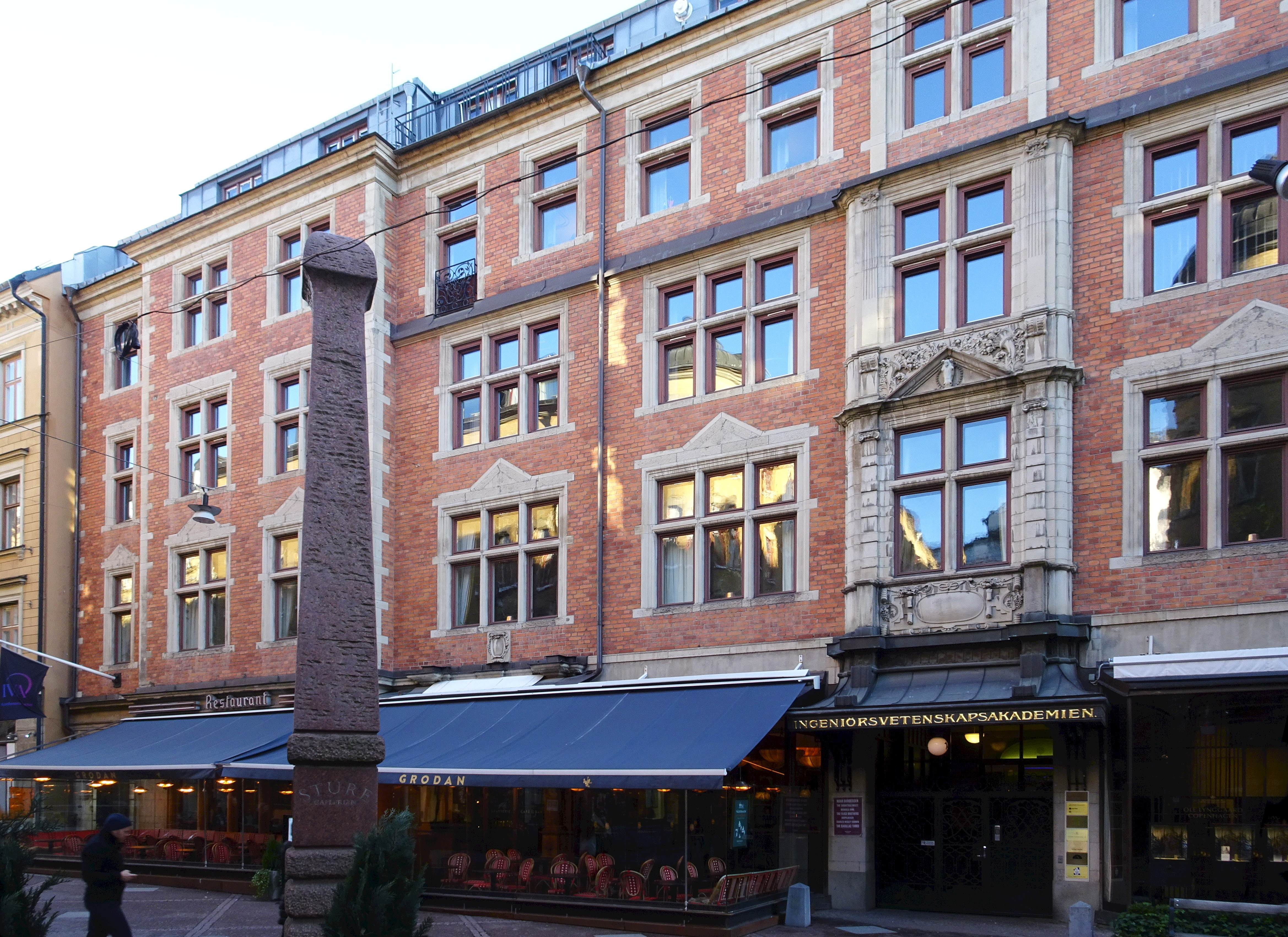
Akademiesitz in Stockholm

Die Königlich Schwedische Akademie der Ingenieurwissenschaften (schwedisch Kungliga Ingenjörsvetenskapsakademien), kurz IVA, ist eine der Königlichen Akademien in Schweden. Sie wurde 1919 als erste ingenieurwissenschaftliche Akademie der Welt gegründet und ist gleichzeitig die zweitjüngste der Königlichen Akademien.
Treibende Kraft für die Errichtung der Akademie war Axel F. Engström, der ihr ab der Gründung für 21 Jahre als Präsident vorstand. Anfangs umfasste die IVA sieben Fakultäten, die im Lauf der Zeit um neue Felder wie beispielsweise die Informatik erweitert wurden. Präsidentin ist seit 1. November 2017 die Molekularbiologin Tuula Teeri.
Die IVA hat 1.300 gewählte nationale und internationale wissenschaftliche Mitglieder. Zudem engagieren sich rund 250 Unternehmen und Organisationen in der Akademie.
Sie ist eines der drei Gründungsmitglieder des Technischen Museums Tekniska museet in Stockholm.

## Fakultäten
Die IVA ist in zwölf Fachbereiche aufgeteilt:
- Maschinenbau
- Elektrotechnik
- Bauingenieurwesen (Built Environment)
- Chemieingenieurwesen
- Bergbau- und Materialwissenschaften
- Management
- Basic and Interdisciplinary Engineering Sciences
- Forstingenieurwesen
- Wirtschaftswissenschaften
- Biotechnologie
- Education and Research Policy
- Informatik